# 奈尔斯
奈尔斯（英語：Niles）是位于美国纽约州卡尤加县的一个镇，地处卡尤加县东部、奥本东南，坐落于奥瓦斯科湖与斯卡尼阿特勒斯湖之间。2010年美国人口普查时，该镇有1194人。最初的定居者于1792年左右到达此地。1833年，奈尔斯镇正式建立。